# Història de la premsa catalana
Història de la premsa catalana és un llibre en dos volums que recull les publicacions en llengua catalana entre el 1640 i el 1965. Fou escrit per Joan Torrent i Martínez i Rafael Tasis i Marca i publicat el 1966.
L'interès dels estudiosos per les publicacions en català havia començat sobretot la dècada del 1930 amb els treballs de Givanel, Lluís Bertran i Pijoan, Josep Maria Miquel i Vergés i el mateix Joan Torrent. La guerra havia suposat una interrupció i l'obra pretenia recopilar la feina feta i ordenar-la de manera sistemàtica per facilitar-ne la consulta tant pels erudits com pel públic general. Esdevingué una guia imprescindible per als estudiosos del tema durant molts anys i es convertí en un títol de referència conegut també com el Tasis i Torrent.
L'escriptor Tasis i el col·leccionista de premsa catalana Torrent van rebre l'encàrrec el 1965 de mans del peixater i editor Joan Agut i van enllestir el llibre en dos anys. L'obra va sorprendre positivament i es van homenatjar als autors amb un sopar multitudinari.